# سینگل گان تئوری
سینگل گان تئوری (به انگلیسی: Single Gun Theory) یک گروهٔ موسیقی الکترونیک دنس استرالیایی بود که در سال ۱۹۸۶ به‌وجود آمد. اعضای اصلی و بنیان‌گذار آن عبارت بودند از: جکی هانت (خواننده اصلی)، کث پاور (ملودی‌های آواز و سینث‌سایزر) و پیتر ریوت-کارناک (گیتار، سینث‌سایزر و سمپلینگ). آثار گروه آمیزه‌ای از موسیقی الکترونیک داون‌تمپو، آوازهایی تامل‌برانگیز و اتریل و استفاده از سمپل‌های دیالوگ‌محور بود. این گروه همچنین در سال ۲۰۰۰ آلبوم موسیقی‌متن فیلم ماسک میمون به‌کارگردانی سامانتا لانگ را منتشر کرد.